# Katiannidae
Katiannidae  (лат.) — семейство коллембол из надсемейства Katiannoidea (Symphypleona). В ископаемом состоянии известно из испанского, канадского и балтийского янтарей.

## Описание
Мелкие коллемболы округлой формы тела, пестрой окраски, от бледно-жёлтого и зеленоватого до красно-коричневого и чёрного.

## Классификация
Около 20 родов и более 200 видов. Более половины видов приходится на 2 рода: Katianna (50) и Sminthurinus (90). Семейство было выделено немецким энтомологом Карлом Бёрнером (1880—1953).
- Arborianna Bretfeld, 2002
- Betschurinus Dallai, R. et Martinozzi, I., 1980
- †Cretokatianna  Sánchez-García, A. & Engel, M. S., 2016.
- Dalianus Cassagnau, 1969
- Gisinianus Betsch, 1977
- Katianna Börner C., 1906 — около 50 видов[3]
- Katiannellina Delamare Deboutteville & Massoud, 1963
- Katiannina Maynard E.A. et Downs W.L. in Maynard, E.A., 1951
- Keratopygos Christiansen, K.A. et Pike, E., 2002
- Millsurus Betsch, 1977
- Neokatianna Snider, R.J., 1989
- Papirinus Yosii, 1954
- Parakatianna Womersley, 1932
- Polykatianna Salmon, 1946
- Pseudokatianna Salmon, J.T., 1944
- Rusekianna Betsch, J.-M., 1977
- Sminthurinus Börner C., 1901 — около 90 видов
  - Sminthurinus domesticus Gisin, 1963
  - Sminthurus viridis
- Stenognathellus Stach, 1956
- Vesicephalus Richards, W.R. in Delamare Deboutteville, C. & Massoud, Z., 1964
- Zebulonia Betsch, J.-M., 1970